# Dietilenglicol
Dietilenglicolul (DEG) este un compus organic cu formula chimică (HOCH2CH2)2O. Este un lichid incolor, practic inodor și higroscopic, cu un gust dulceag. Este un dimer ce conține patru atomi de carbon al etilenglicolului. Este miscibil cu apă, alcool, eter, acetonă și etilenglicol. DEG este un solvent utilizat pe scară largă.

## Obținere
DEG este produs prin hidroliza parțială a oxidului de etilenă. În funcție de condițiile de reacție, se produc cantități variabile de DEG și de glicoli înrudiți. Produsul rezultat este format din două molecule de etilenglicol unite printr-o legătură eterică.